# Graven (serie de televisión)
Graven (en inglés: The Grave), es una miniserie de televisión sueca transmitida del 4 de diciembre del 2004 hasta el 29 de enero del 2005 por medio de la cadena STV.
La serie contó con los actores invitados como Morgan Alling, Tom Ljungman, Sten Ljunggren, Örjan Landström, entre otros...

## Historia
Después de que un grupo de arqueólogos desentierra una fosa común en un bosque sueco, al detective Cege Ljung, se le pide que cree un grupo especial con los mejores detectives para que encuentren a los responsables de los asesinatos. Durante las investigaciones el equipo descubre que en la fosa se encuentran las partes de los cuerpos de cinco personas diferentes, por otro lado también descubren que cerca de la fosa hay dos granjas: en una viven tres hombres que siembran verduras y en la otra viven cuatro personas cuyo comportamiento alza sospechas.

## Personajes

### Personajes principales
| Actor            | Personaje       | Ocupación | N.º de episodios | Duración    |
| ---------------- | --------------- | --------- | ---------------- | ----------- |
| Kjell Bergqvist  | Cege "CG" Ljung | Detective | 8                | 2004 - 2005 |
| Göran Ragnerstam | Claes Grimme    | Detective | 8                | 2004 - 2005 |
| Jens Hultén      | Theo Koders     | Detective | 8                | 2004 - 2005 |
| Cecilia Nilsson  | Nina Molander   | Detective | 8                | 2004 - 2005 |
| Annika Hallin    | Fanny Popescu   | Detective | 8                | 2004 - 2005 |

### Personajes secundarios
| Actor                    | Personaje         | Ocupación | N.º de episodios | Duración    |
| ------------------------ | ----------------- | --------- | ---------------- | ----------- |
| Anna Pettersson          | Dinkan            | -         | 8                | 2004 - 2005 |
| Per Burell               | Åke Selbring      | -         | 7                | 2004 - 2005 |
| Lena B. Eriksson         | Theresia Lundberg | -         | 6                | 2004 - 2005 |
| Peter Engman             | Sten Kvarnström   | -         | 6                | 2004 - 2005 |
| Henrik Lundström         | Cliff Jansson     | -         | 6                | 2004 - 2005 |
| Peter Andersson          | Farsan Jansson    | -         | 6                | 2004 - 2005 |
| Janina Berman            | Jeanette Kock     | -         | 5                | 2004 - 2005 |
| Tomas Köhler             | Jerker            | -         | 5                | 2004 - 2005 |
| Monica Edwardson         | Ines              | -         | 5                | 2004 - 2005 |
| Siw Erixon               | Marit Ljung       | -         | 5                | 2004 - 2005 |
| Jerker Fahlström         | Gunnar            | -         | 4                | 2004 - 2005 |
| Ulf Friberg              | Peter Fisher      | -         | 4                | 2004 - 2005 |
| Rasmus Troedsson         | Fredrik Altfors   | -         | 4                | 2004 - 2005 |
| Michalis Koutsogiannakis | Omar Lundberg     | -         | 3                | 2004 - 2005 |
| Kristoffer Sålfors       | Anders Lundberg   | -         | 3                | 2004 - 2005 |
| Maryam Bravo             | Linnea Lundberg   | -         | 3                | 2004 - 2005 |

## Episodios
La miniserie estuvo conformada por 8 episodios.

## Producción
La miniserie fue dirigida por Mikael Marcimain, contó con los escritores Cilla Börjlind y Rolf Börjlind.
Producida por Marianne Engvall, en la cinematografía contó con Leif Benjour y en la edición con Kristofer Nordin.
La miniserie fue filmada en Estocolmo, Provincia de Estocolmo, Suecia.
Contó con las compañías productoras "SVT Drama" y "Sveriges Television (SVT)". En 2004 comenzó a ser distribuida por "Sveriges Television (SVT)" en la televisión y en el 2005 por "SVT Drama" en DVD en Suecia.